# Olst-Wijhe
Olst-Wijhe (anhörenⓘ) ist eine Gemeinde in den Niederlanden, Provinz Overijssel, mit 19.001 Einwohnern (Stand 1. Januar 2025). Die Gemeinde wurde am 1. Januar 2001 durch Zusammenschluss der bisherigen Gemeinden Olst und Wijhe gebildet. Neben Olst und dem nördlich davon gelegenen Wijhe gehören mehrere kleinere Ortschaften zum Gemeindegebiet, das 118 km² groß ist. Die Gemeinde liegt an der IJssel zwischen Deventer und Zwolle.

## Orte
mit Einwohnerzahlen 2024
- Olst 5.715
- Wijhe 6.445
- Boerhaar 795
- Boskamp 1.200
- Den Nul 780
- Eikelhof 350
- Elshof 780
- Herxen 460
- Marle 65
- Middel 335
- Welsum 635
- Wesepe 1.275

## Geschichte
Der Ort Olst ist der kleinere der beiden Hauptorte und ist etwas stärker industriell geprägt. Wijhe war seit jeher ein eher konservatives Bauerndorf. Somit bestehen einige Unterschiede zwischen den Gemeindeteilen.
Aufgrund des Drucks zur angestrebten Gebietsreform schlossen sich beide Orte 2001 dennoch zu einer Gemeinde zusammen.
Am 26. März 2002 wurde die Gemeinde Olst in Olst-Wijhe umbenannt.

## Wirtschaft und Verkehr
In Olst und Wijhe gibt es einige Betriebe der Fleischwarenindustrie. Zusätzlich sind Landwirtschaft und Tourismus von Bedeutung. Ansonsten leben in der Gemeinde viele Pendler.
Die Züge Deventer – Zwolle halten in Olst und in Wijhe.

## Politik
Die Lokalpartei Gemeentebelangen Olst-Wijhe verteidigte bei der Kommunalwahl am 16. März 2022 ihren Wahlsieg aus dem Jahr 2018, indem sie etwas mehr als ein Viertel aller Stimmen auf sich vereinigte.

### Gemeinderat
In Olst-Wijhe wird der Gemeinderat seit der Gemeindegründung folgendermaßen geformt:
| Gemeentebelangen Olst-Wijhe | 4  | 3  | 3  | 4  | 4  | 5  |
| CDA                         | 6  | 6  | 5  | 4  | 4  | 3  |
| VVD                         | 2  | 2  | 4  | 3  | 3  | 3  |
| PvdA                        | 5  | 6  | 5  | 3  | 2  | 2  |
| GroenLinks                  | –  | –  | –  | –  | 2  | 2  |
| D66                         | –  | –  | –  | 3  | 2  | 1  |
| PartijvdSport               | –  | –  | –  | –  | –  | 1  |
| Gesamt                      | 17 | 17 | 17 | 17 | 17 | 17 |

## Sehenswürdigkeiten
Über die ganze Gemeinde zerstreut liegen viele kleine Landsitze (landgoederen). Ihre Parks und Wälder sind im Allgemeinen dem Wanderer frei zugänglich. Entlang der IJssel ist das Naturgebiet De Duursche Waarden landschaftlich reizvoll.

## Bilder

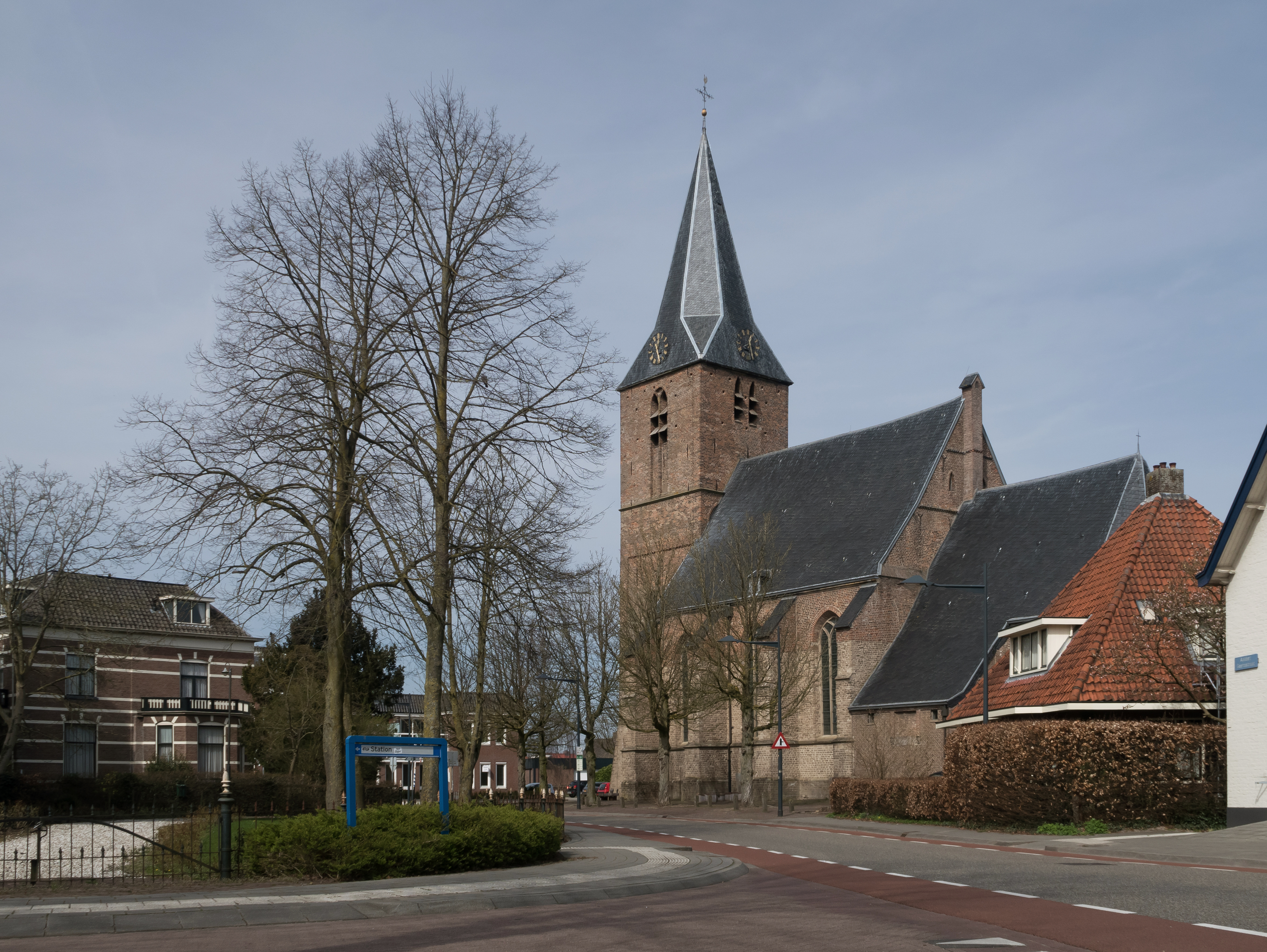
Olst, die reformierte Kirche
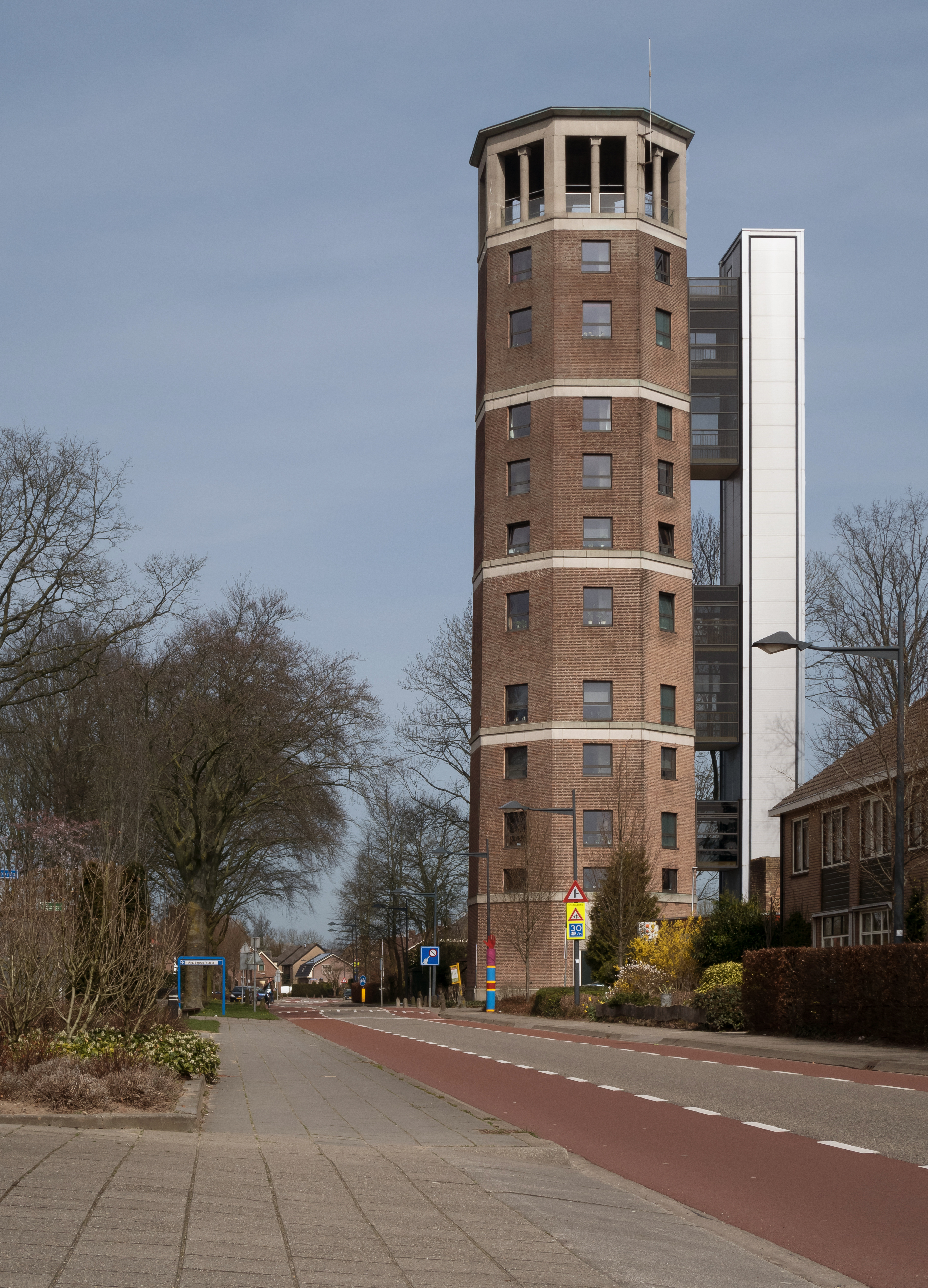
Olst, der Wasserturm
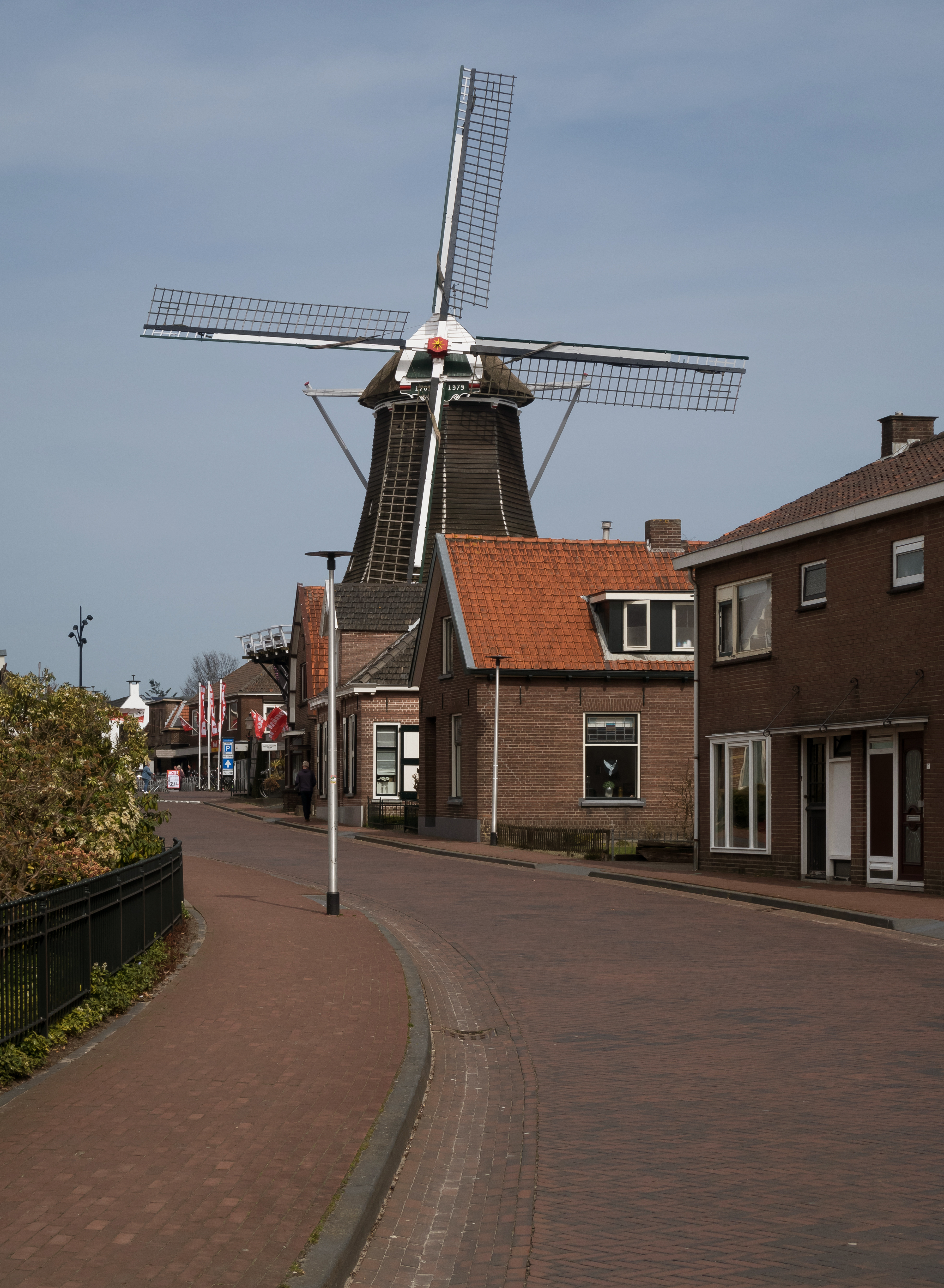
Wijhe, Mühle: de Wijhese Molen
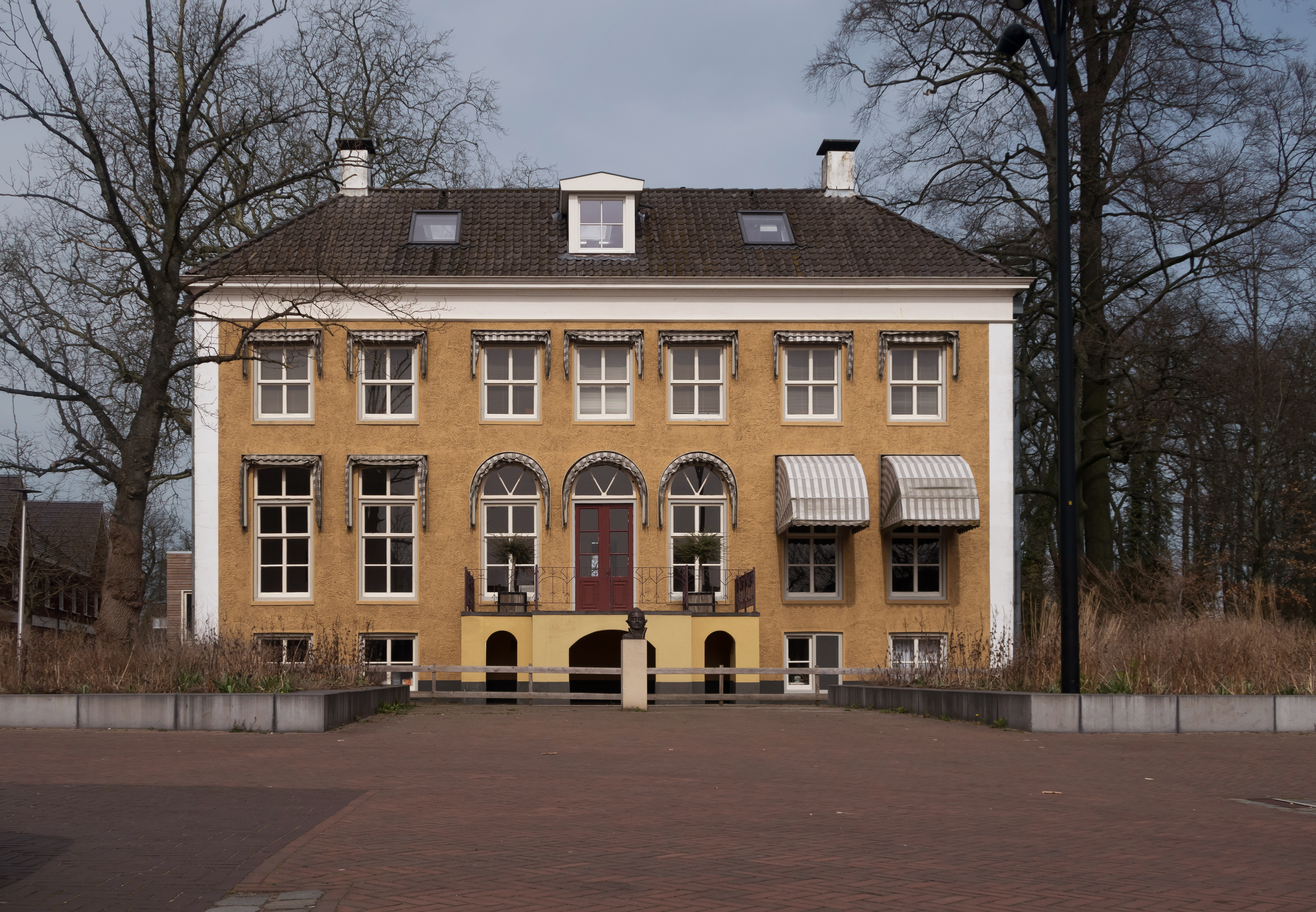
Wijhe, die Villa am Van Dedemplein
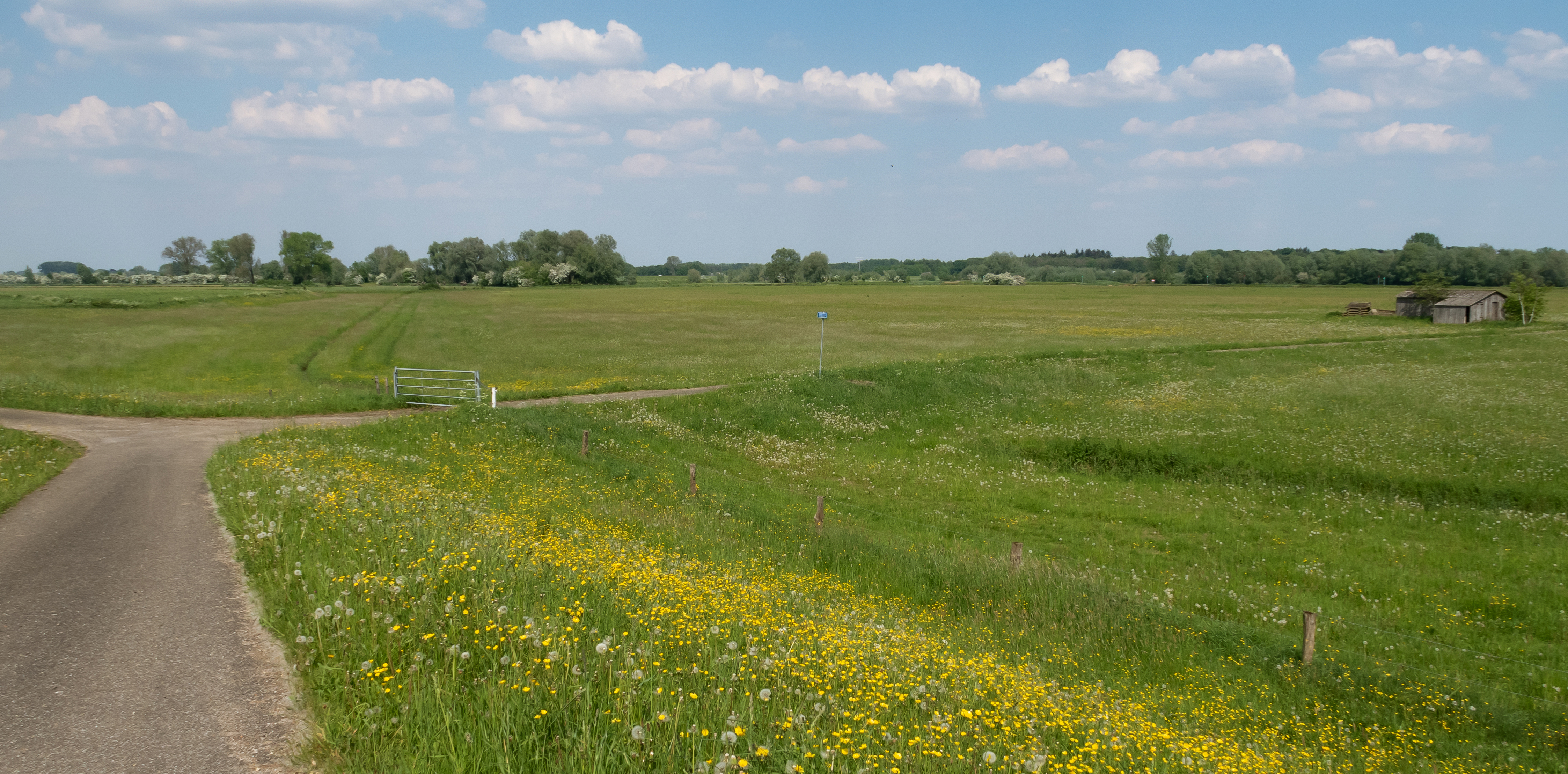
Zwischen Welsumerveld und Terwolde, Blick vom IJsseldijk
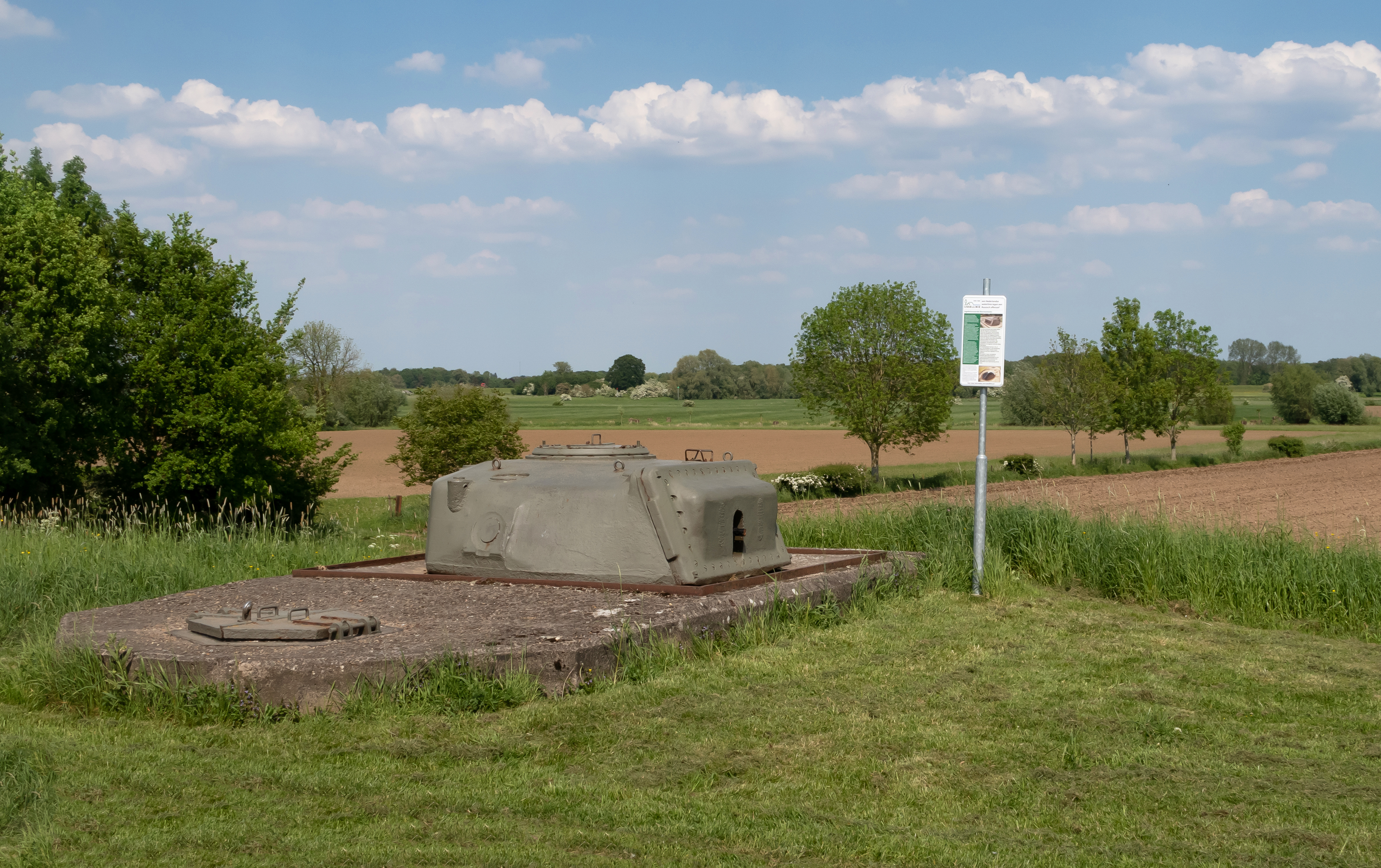
Bei Welsumerveld, die IJssel-Linie
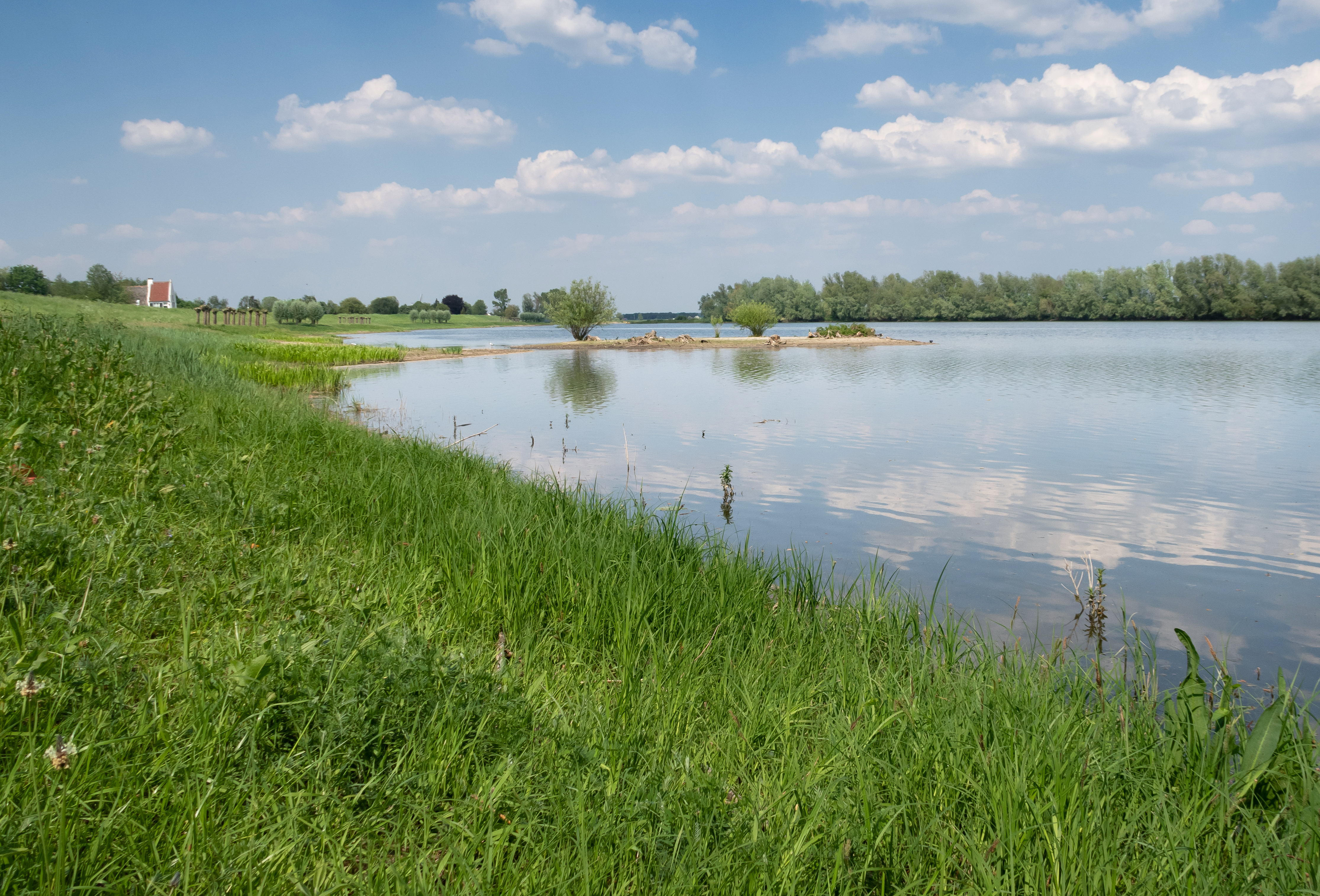
Zwischen Welsumerveld und Welsum, das Überschwemmungsgebiet von der IJssel
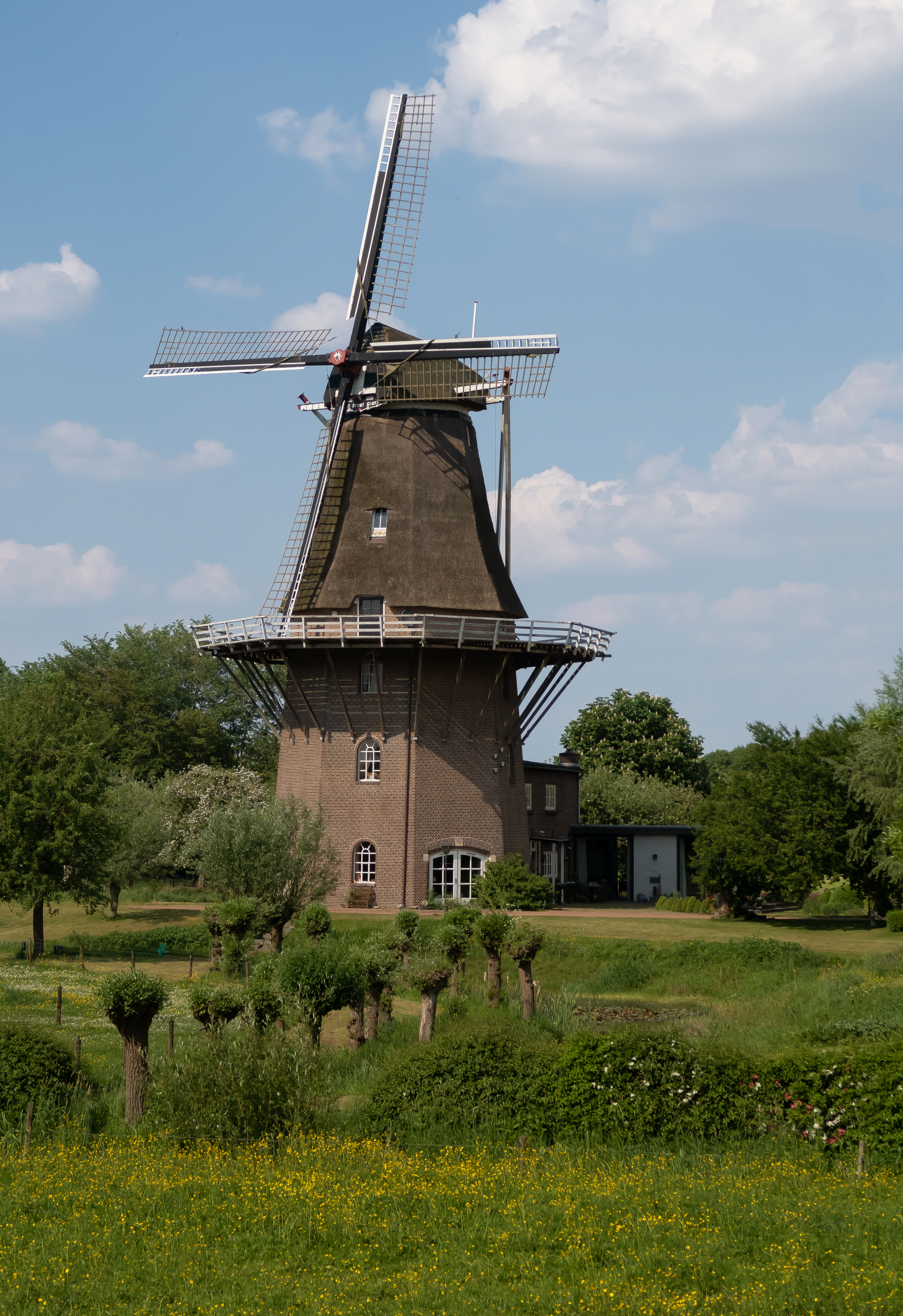
Welsum, Mühle: orenmolen Houdt Braef Stant

## Söhne und Töchter der Gemeinde
- Harmen Jansen Knickerbocker (etwa 1650–1720), niederländischer Kolonist in der Nähe von Albany, USA
- Jean Jacques Rambonnet (1864–1943), niederländischer Seeoffizier der Koninklijke Marine und liberaler parteiloser Politiker